# Dinastia ariarátida
A dinastia ariarátida foi uma dinastia hereditária de origem iraniana.

## Lista de reis
- Ariarates I (r. 331–322 a.C.)
- Ariarates II (r. 301–280 a.C.)
- Ariarâmenes II (r. 280–230 a.C.)
- Ariarates III (r. 255–220 a.C.)
- Ariarates IV (r. 220–163 a.C.)
- Ariarates V (r. 163–130 a.C.)
- Ariarates VI (r. 130–116 a.C.)
- Ariarates VII (r. 116–101 a.C.)
- Ariarates VIII (r. 101–96 a.C.)